# TVCortos
TVCortos es un canal de televisión por suscripción que transmite cortometrajes de diversos géneros, es la versión para América Latina del canal ShortsTV, inició transmisiones el 24 de agosto de 2018.

## Programación
Además de transmitir variedad de cortometrajes el canal también posee segmentos de corta duración enfocados en directores y actores:
- Hollywood's Best Film Directors
- Stars!
- Selección del editor
- Romance
- droop stars
- Animación
- Hecho por ellas